# Шато-Гонтьє-сюр-Маєнн
Шато-Гонтьє-сюр-Маєнн (фр. Château-Gontier-sur-Mayenne) — муніципалітет у Франції, у регіоні Пеї-де-ла-Луар, департамент Маєнн. Шато-Гонтьє-сюр-Маєнн утворено 1 січня 2019 року шляхом злиття муніципалітетів Азе, Шато-Гонтьє i Сен-Фор. Адміністративним центром муніципалітету є Шато-Гонтьє. Населення — 16 710 осіб (01.01.2021).